# Scott W. Lucas
Scott W. Lucas (Chandlerville, 1892. február 19. – Rocky Mount, 1968. február 22.) az Amerikai Egyesült Államok szenátora (Illinois, 1939–1951).